# Parroquia de Caldwell
La parroquia de Caldwell (en inglés: Caldwell Parish), fundada en 1838, es una de las 64 parroquias del estado estadounidense de Luisiana. En el año 2000 tenía una población de 10.560 habitantes con una densidad poblacional de 8 personas por km². La sede de la parroquia es Columbia.

## Geografía
Según la Oficina del Censo, la parroquia tiene un área total de 1400 km² (540,5 mi²), de la cual 1371 km² (529,3 mi²) es tierra y 29 km² (11,2 mi²) (2.09%) es agua.

### Parroquias adyacentes
- Parroquia de Ouachita - norte
- Parroquia de Richland - noreste
- Parroquia de Franklin - este
- Parroquia de Catahoula - sureste
- Parroquia de La Salle - sur
- Parroquia de Winn - suroeste
- Parroquia de Jackson - noroeste

## Carreteras
- U.S. Highway 165
- Carretera Estatal de Luisiana 4

## Demografía
En el 2000 la renta per cápita promedia de la parroquia era de $26,972, y el ingreso promedio para una familia era de $33,653. En 2000 los hombres tenían un ingreso per cápita de $29,677 versus $19,475 para las mujeres. El ingreso per cápita para la parroquia era de $13,884. Alrededor del 21.20% de la población estaba bajo el umbral de pobreza nacional.

## Ciudades y pueblos
- Clarks
- Columbia
- Grayson